# Zlata Kolarić-Kišur
Zlata Kolarić-Kišur (29 octobre 1894 - 24 septembre 1990) est un écrivain croate.

## Publications
- 1933 : Naš veseli svijet
- 1950 : Od zore do mraka
- 1954 : Neostvarene želje
- 1955 : Cvijeće
- 1961 : Uz pjesmu i šalu na jadranskom žalu
- 1972 : Moja Zlatna dolina
- 1981 : Moje radosti